# بيرت موزلي
بيرت موزلي (بالإنجليزية: Bert Mozley)‏ (مواليد 23 سبتمبر 1923) هو لاعب كرة قدم إنجليزي دولي معتزل، لعب طوال مسيرته مع نادي ديربي كاونتي فقط. هاجر موزلي إلى كندا بعد اعتزاله.

## مسيرته الكروية
لعب بيرت موزلي خلال مسيرته الاحترافية مع نادِ واحدٍ في تسعة مواسم وسجل خلالها هدفين أثنين ضمن 297 مباراة. ولم يفز بأي موسم بالكأس أو بالدوري.
خاض بيرت موزلي مسيرته مع نادي ديربي كاونتي في موسم 1946–47 ليلعب معه تسعة مواسم، مشاركًا في 297 مباراة سجل خلالها هدفين.

## وصلات خارجية
بيرت موزلي على موقع قاعدة بيانات كرة القدم.إي يو (الإنجليزية)
- بيرت موزلي على موقع ناشيونال فوتبول تيمز (الإنجليزية)